# Паттіна
Паттіна (ест. Pattina; також Патвіна, Патвінна, Батадіно) — село в Естонії, входить до складу волості Вярска, повіту Пилвамаа.